# Distrito de Belgaum
"Elagavi" (nombre oficial), también conocido como "Belgaum" (kannada: ಬೆಳಗಾವಿ; Marathi: बेळगाव) es una Corporación de la Ciudad en el distrito Belagavi el estado de Karnataka, India. La ciudad se encuantra a 2.500 pies (762 m) sobre el nivel del mar y cuenta con una población aproximada de más de 42,07,264.[cita requerida]  Es la sede del distrito Belagavi, donde los estados de Maharashtra y Goa limita con el distrito. 
Belagavi es también la sede de la división Belagavi. La división comprende los distritos de Bagalkot, Belagavi, Bijapur, Dharwad, Gadag, Haveri y Uttara Canarés. El Gobierno de Karnataka ha propuesto hacer Belagavi la segunda capital del Estado de Karnataka;[cita requerida] un segundo edificio de estado administrativo, Suvarna Vidhana Soudha, se inauguró el 11 de octubre de 2012.[cita requerida]
Belagavi (anteriormente conocido como "Venugrama" o el "Bamboo Village") es uno de los lugares históricos más antiguos, fuertes, prominentes y bien cultivados en los Ghats occidentales. La zona del casco antiguo, con tejedores de algodón y seda gloriosamente destacada, además de la moderna y llena de árboles británico en acantonamientos. Al salir de las fortalezas tiene una amplia variedad de templos e iglesias para visitar. Belagavi tiene un patrimonio destacable y ofrece mucho por descubrir. Se encuentra en la zona de transición cultural entre Karnataka, Maharashtra y Goa con una antigüedad conocida claramente rastreables hasta el segundo siglo d. C. 
Debido a su proximidad con los estados de Maharashtra y Goa, Belagavi ha adquirido el sabor cultural de estos estados y se mezcla con la cultura local kannada para crear un rico patrimonio. También se conoce como "Malenadu" o "Rain Country" y la vegetación es verde durante todo el año.

## Historia
Los suburbios Vadgoan y Madhavpur de Belagavi eran importantes centros urbanos entre 400 a. C. y 300 d. C. La ciudad actual fue construida en el siglo XII d. C. por la dinastía Ratta, que se basa en la cercana Saundatti. El fuerte de Belgaum fue construido en 1204 por un oficial llamado Ratta Bichiraja. Belgaum fue la capital de la dinastía que entre 1210 y 1250, antes de que los Rattas fueran derrotados por la dinastía Yadava de Devagiri. Belgaum entonces brevemente cayó bajo el dominio de los Yadavas de Devagiri. Los Khiljis de Delhi invadieron la región a finales del siglo XIV y lograron arruinar ambas potencias indígenas de la región, la Yadava y la Hoysalas, sin proporcionar una administración viable. Esta laguna fue suministrada por el Imperio Vijayanagara, que se había convertido en el poder establecido de la zona en 1336. Un siglo más tarde, la ciudad se había convertido en un centro comercial en plena zona de los diamantes y la madera, debido a su ubicación geográfica favorable en el reino.
En 1474, el Sultanato Bahmani, entonces en el poder de Bidar, capturó la fortaleza de Belagavi. Poco después, en 1518, el sultanato Bahamani se dividió en cinco estados pequeños y Belagavi se convirtió en parte del sultanato de Bijapur Adilshahi. El Adilshahis reforzó el fuerte de Belagavi; gran parte de los datos de estructura existentes desde 1519. En 1686, el emperador mogol Aurangzeb derrocó al sultanato de Bijapur y Belagavi pasó nominalmente a los mogoles. Sin embargo, el imperio mogol entró en declive después de la muerte de Aurangzeb en 1707, y sus principales detractores, la confederación Maratha, tomó el control de la zona durante el gobierno de la Peshwas ("primeros ministros"). En 1776, el país fue invadido por Hyder Ali de Mysore, pero fue retomada por el Peshwa con ayuda británica. En 1818, los británicos depuso al último Peshwa y anexó su reino, que incluyó Belgavi. Kitturu Chennamma (1778-1829) - ಕಿತ್ತೂರು ರಾಣಿ ಚನ್ನಮ್ಮ era la reina del estado principesco de Kittur en Karnataka. En 1824, 33 años antes de la Guerra de Independencia de 1857 en Murree, lideró una rebelión armada contra los británicos en respuesta a la Doctrina de la caducidad. La resistencia terminó en su martirio y ella es recordado hoy como uno de los más antiguos de la India y el primer indio reina para haber luchado por la independencia.
Belagavi fue elegida como sede de la 39.ª sesión del Congreso Nacional de la India en diciembre de 1924 bajo la presidencia de Mahatma Gandhi. La ciudad sirvió como una instalación militar importante para el Raj británico, principalmente debido a su proximidad a Goa, que era entonces un territorio portugués. Una vez que los británicos dejaron la India, el gobierno indio continuó y todavía sigue teniendo las instalaciones de las fuerzas armadas en Belagavi. En 1961, el gobierno de la India, bajo el primer ministro Jawaharlal Nehru, las fuerzas utilizadas desde Belagavi para terminar el dominio portugués de Goa. 
Cuando la India se independizó en 1947, Belgavi y su comarca se convirtieron en parte de Bombay Estado. En 1956, los Estados de la India se reorganizaron a lo largo de líneas lingüísticas de la Ley de los Estados Reorganización y Belgavi Distrito fue trasladado al Estado de Mysore, que fue retitulado Karnataka en 1972.
En 2006, el Gobierno de Karnataka anunció que Belgavi se haría segunda capital del estado y que la ciudad sería una sede permanente de la sesión anual de 15 días de la legislatura estatal.

## Nombres de la Ciudad
Belgaum es la forma inglesa de venugram, del sánscrito Velugrama, por Venugrama, es decir, "pueblo de bambú" y Belagavi [aclaración necesaria].
En los últimos tiempos, la ciudad se ha forjado en sí misma un nuevo nombre como "Kunda nagari" debido a su famoso plato dulce, Kunda, elaborado con leche, azúcar y especias. La ciudad también es conocida como la "Sugar Bowl de Karnataka", y el distrito como el "Distrito Sugar" por el enorme alcance de sus cultivos e instalaciones de producción de caña de azúcar.
El 1 de noviembre de 2014, el nombre de la ciudad fue cambiado de Belgaum a Belagavi por el gobierno de Karnataka. El gobierno central había aprobado la solicitud para cambiar el nombre de la ciudad en octubre de 2014 y Belgaum fue renombrado junto con otras 12 ciudades el 1 de noviembre de 2014. 

## Geografía
Belagavi está situada en 15.87 ° N 74.5 ° E. Tiene una altitud media de 751 metros (2.463 pies). La ciudad se encuentra en la parte noroeste de Karnataka y se encuentra en la frontera de los dos estados, Maharashtra y Goa en los ghats occidentales (50 km de la frontera con el estado de Goa). Es una de las ciudades más antiguas del estado, situada 502 kilómetros de Bangalore 515 kilómetros de Hyderabad y 500 km de Mumbai. El distrito cuenta con 1.278 aldeas con una superficie de 13.415 km² y una población de alrededor de 4,8 millones según el censo de 2011. distrito Belagavi es el mayor distrito de Karnataka. Situado cerca de las estribaciones de la cordillera de Sahyadri (Ghats occidental) a una altitud de unos 779 m, a 100 km del mar Arábigo con el río que fluye cerca Markandeya, Belagavi exhibe cambios rápidos y caleidoscópicos en la topografía, la vegetación y el clima.

## Localidades
- Ainapur